# Стадіон принца Мулая Абделлаха
Стадіон принца Мулая Абделлаха (араб. المجمع الرياضي الأمير مولاي عبد الله) — багатоцільовий стадіон у Рабаті, Марокко. Він названий на честь принца Марокко Мулая Абделлаха.

## Історія

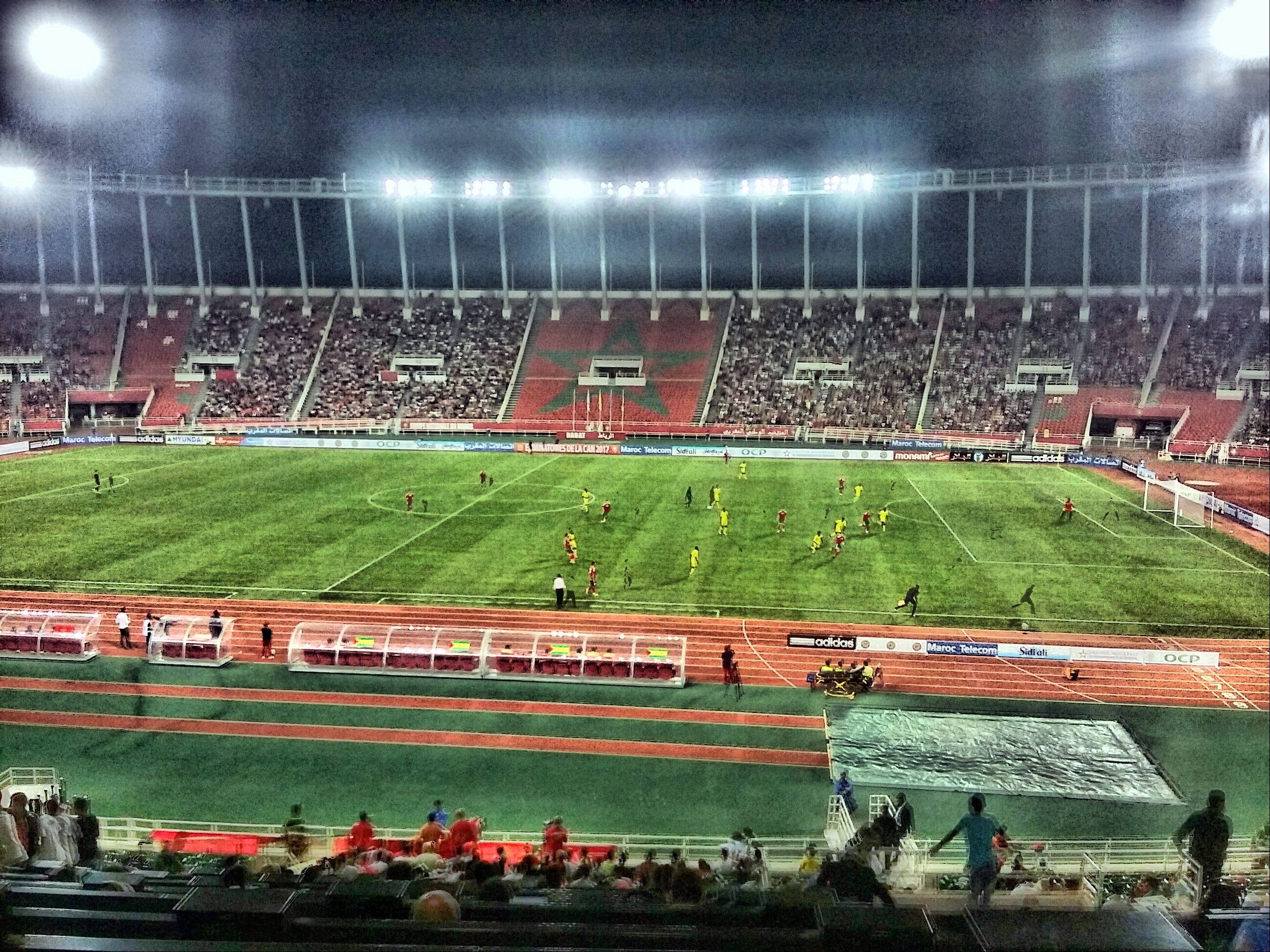

Стадіон був побудований у 1983 році і є домашнім майданчиком футбольного клубу ФАР. Зараз він використовується переважно для футбольних матчів, а також може проводити легкоатлетичні змагання. Стадіон розрахований на 45 800 осіб.
Стадіон був одним із двох місць проведення Кубка африканських націй 1988 року. Чотири гри турніру проходили на цьому стадіоні.
На арені мали пройти матчі Кубка африканських націй 2015 року, який мав приймати Марокко, поки його не позбавили прав на проведення. Також планувалося, що стадіон стане одним із стадіонів чемпіонату світу з футболу 2026 року. Він мав приймати чвертьфінальні матчі, але Марокко не виграло заявку на турнір.
Стадіон принца Мулая Абделлаха також був місцем проведення Клубного чемпіонату світу з футболу 2014 року.
Він також використовувався як місце церемонії відкриття та закриття Африканських ігор 2019 року після того, як Малабо (Екваторіальна Гвінея), відкликала свої права на проведення Африканських ігор.
У 2022 році це було одне з місць проведення Кубка африканських націй серед жінок та Суперкубка КАФ, а на початку наступного року тут проходили матчі клубного чемпіонату світу 2022 року, в тому числі і фінал, де іспанський «Реал Мадрид» обіграв саудівський «Аль-Гіляль» з рахунком 5:3.

## Міжнародні змагання
Стадіон приймав такі міжнародні заходи:
- Кубок африканських націй 1988
- Клубний чемпіонат світу з футболу 2014
- Африканські ігри 2019
- Фінал Кубка Конфедерації КАФ 2020[2][3]
- Фінал клубного Кубка арабських чемпіонів 2020[4][5]
- Фінал Кубка африканських націй серед жінок 2022[6][7]
- Суперкубок КАФ 2022[8][9]
- Фінал жіночої Ліги чемпіонів КАФ 2022[10][11].
- Клубний чемпіонат світу з футболу 2022